# Harder... Faster
Harder... Faster es el octavo álbum de estudio de la banda de rock canadiense April Wine el cual fue publicado en 1979.
Este álbum tuvo mucho éxito en Canadá, ya que se posicionó en el 30.° lugar en la lista de los 100 mejores álbumes de la revista RPM el 30 de enero de 1980, en tanto, en los Estados Unidos se colocó en la 86.° posición del Billboard 200.
El sencillo «I Like to Rock» fue uno de los grandes éxitos de la banda en los EUA, ya que se ubicó en la 86.ª posición del Billboard Hot 100, mientras que en Canadá «Say Hello» llegó a ubicarse en el lugar 45.° de la revista RPM  y «Roller» —del álbum First Glance— en el 164.° lugar de los 200 mejores sencillos en ese país.  El tema «21st Century Schizoid Man» es un cóver del grupo King Crimson, la cual apareció en su álbum debut In the Court of the Crimson King.
Harder... Faster fue certificado disco de platino por la Asociación Canadiense de la Industria Grabada (CRIA por sus siglas en inglés),  mientras que en los Estados Unidos fue certificado disco de oro por la Asociación de la Industria Discográfica de Estados Unidos (RIAA).

## Lista de canciones
Todas las canciones fueron escritas por Myles Goodwyn, excepto donde se indique lo contrario.

| A Side |                           |                                                                           |          |  |
| N.º    | Título                    | Escritor(es)                                                              | Duración |  |
| 1.     | «I Like to Rock»          |                                                                           | 4:23     |  |
| 2.     | «Say Hello»               |                                                                           | 2:59     |  |
| 3.     | «Tonite»                  |                                                                           | 4:12     |  |
| 4.     | «Ladies Man»              |                                                                           | 3:36     |  |
| 5.     | «Before the Dawn»         | Brian Greenway                                                            | 4:21     |  |
| 6.     | «Babes in Arms»           |                                                                           | 3:21     |  |
| 7.     | «Better Do It Well»       | Myles Goodwyn / Gary Moffet                                               | 3:34     |  |
| 8.     | «21 Century Schizoid Man» | Robert Fripp / Michael Giles / Greg Lake / Ian MacDonald / Peter Sinfield | 6:24     |  |

## Formación
- Myles Goodwyn - voz y guitarra.
- Brian Greenway - voz y guitarra.
- Gary Moffet - guitarra y coros.
- Steve Lang - bajo y coros.
- Jerry Mercer - batería.